# Feliz Navidad (Raffaella Carrà)
Feliz Navidad è un singolo della cantante italiana Raffaella Carrà pubblicato il 26 novembre 2020, inciso ma poi scartato per l'album Ogni volta che è Natale. La canzone vede la partecipazione del cantante giamaicano Honorebel.

## Descrizione
La canzone è una cover dell'iconica canzone di José Feliciano. La Carrà alla conferenza stampa dell'album dichiarò il suo entusiasmo per aver realizzato una canzone reggaeton (desiderio che aveva da tempo), ma la casa discografica la scartò e inserì nell'album la versione classica della canzone natalizia.
Successivamente due anni dopo la Sony Music pubblicò la canzone e la rese disponibile in tutte le piattaforme e gli store digitali, ma non ci fu nessuna promozione da parte della Carrà.
Fu l'ultimo singolo della cantante pubblicato prima della sua scomparsa.